# Jaume González Padrós
Jaume González Padrós (Sabadell, 27 de octubre de 1960) es un sacerdote y liturgista español.

## Vida
Tras estudiar Teología en el seminario de Barcelona, se especializó en Liturgia en el Instituto Superior de Liturgia de Barcelona. Ordenado sacerdote en 1988, completó su formación teológica, especializándose en Sacramentaria en la Facultad de Teología del Pontificio Ateneo San Anselmo de Roma, donde se doctoró. Fue Director del Instituto Superior de Liturgia de Barcelona (2010-2016).
Es profesor ordinario en el Instituto de Liturgia ad instar Facultatis del Ateneo Universitario San Paciano (Barcelona), profesor en la Facultad de Teología de Cataluña y en el Instituto de Ciencias Religiosas Don Bosco, a la vez que consultor de la Comisión Episcopal de Litúrgia, y asesor teológico de la Comisión Episcopal para la Doctrina de la Fe de la Conferencia Episcopal Española. También es miembro del Centro de Pastoral Litúrgica de Barcelona y de los consejos de redacción de sus revistas Phase y Liturgia y Espiritualidad, de la que fue director.
En 2006 fue nombrado rector de la parroquia de San Lorenzo de Barcelona. Ha sido presidente de la Asociación Española de Profesores de Liturgia (2016-2022) y consultor de la Congregación para el Culto Divino y la Disciplina de los Sacramentos, desde el 14 de enero de 2017 hasta el 29 de marzo del 2022.